# Yuki Kawabe
Yuki Kawabe (født 2. april 1987) er en japansk professionel fodboldspiller.
Han har spillet for flere forskellige klubber i sin karriere, herunder FC Machida Zelvia, AC Nagano Parceiro og FC Ryukyu.